# Face to Face (BBC)
Face to Face war eine Interviewreihe der BBC.
Besonderheit erlangte sie, da sie als Vorläufer etlicher deutscher Fragerunden dieser Form gelten kann. So orientierten sich u. a. Günter Gaus oder Friedrich Luft mit ihren Formaten an Face to Face. In der Reihe kamen die bedeundsten Geistesgrößen ihrer Zeit wie Martin Luther King zu Wort. Interviewer war in der ersten Auflage John Freeman.